# Élisabeth-Marie d'Autriche
Pour les articles homonymes, voir Élisabeth d'Autriche.
 (avril 2021).
- Si vous ne connaissez pas le sujet, laissez ce bandeau (vous pouvez alors contacter les auteurs).
- Si vous supprimez le contenu mis en cause (vous pouvez préalablement contacter les auteurs),

argumentez précisément cette suppression dans la page de discussion
(un manque de référence n'est pas un argument ; une recherche réelle de référence doit avoir été effectuée, être formellement documentée).
Élisabeth-Marie Henriette Stéphanie Gisèle d'Autriche, née le 2 septembre 1883 à Laxenbourg et morte le 16 mars 1963 à Vienne, est une archiduchesse d'Autriche, princesse royale de Bohème, de Hongrie et de Croatie, issue de la Maison de Habsbourg-Lorraine.
À partir des années 1929, la presse de l'époque la surnomme l'Archiduchesse rouge (en allemand « Rote Erzherzogin ») en raison de ses affinités avec le parti socialiste autrichien.

## Biographie

### Enfance et formation
Élisabeth-Marie, surnommée Erzsi, un diminutif hongrois affectueux, est confrontée à plusieurs drames dans sa famille et en Europe. Le 15 novembre 1888, son bisaïeul paternel Maximilien de Wittelsbach, duc en Bavière, décède. L'année suivante, le 30 janvier 1889, son père est retrouvé mort, en compagnie de la baronne Marie Vetsera, sa maîtresse de 17 ans, ce qui devient la « tragédie de Mayerling ». L'empereur prend son éducation en main. Ludovica de Wittelsbach, duchesse en Bavière, veuve de Maximilien et sa bisaïeule paternelle, meurt le 26 janvier 1892. Le 4 mai 1897, Sophie-Charlotte de Wittelsbach, épouse du duc d'Alençon et sa grand-tante paternelle, périt dans l'incendie du bazar de la Charité à Paris. Le 10 septembre 1898, Élisabeth de Wittelsbach, Sissi, sa grand-mère paternelle, impératrice d'Autriche-Hongrie, est assassinée à Genève par un anarchiste italien. La mort d'autres membres de la famille Habsbourg-Lorraine marque la fin du XIXe siècle à Vienne. 
Le 22 mars 1900, sa mère Stéphanie s'unit en secondes noces à Elemér Lónyay (1863-1946), un diplomate et noble hongrois de second rang, qui devient prince en 1917. À la suite de ce remariage, Erzsi n'a presque plus de contacts avec sa mère et rompt progressivement avec la famille royale belge. Elle est déshéritée par Stéphanie en juillet 1934.

### Famille
Elle est la fille de Rodolphe de Habsbourg-Lorraine (1858-1889), héritier de l'empire d'Autriche-Hongrie, et de Stéphanie de Saxe-Cobourg et Gotha (1864-1945), princesse de Belgique.
Son père est le fils de François-Joseph Ier (1830-1916), empereur d'⁣⁣Autriche⁣⁣, puis d'Autriche-Hongrie, et roi de Bohème, et d'Élisabeth de Wittelsbach (1837-1898), duchesse en Bavière.

Sa mère est la fille de Léopold II dit le Roi bâtisseur (1835-1909), roi des Belges, et de Marie-Henriette de Habsbourg-Lorraine (1838-1902), archiduchesse d'Autriche.

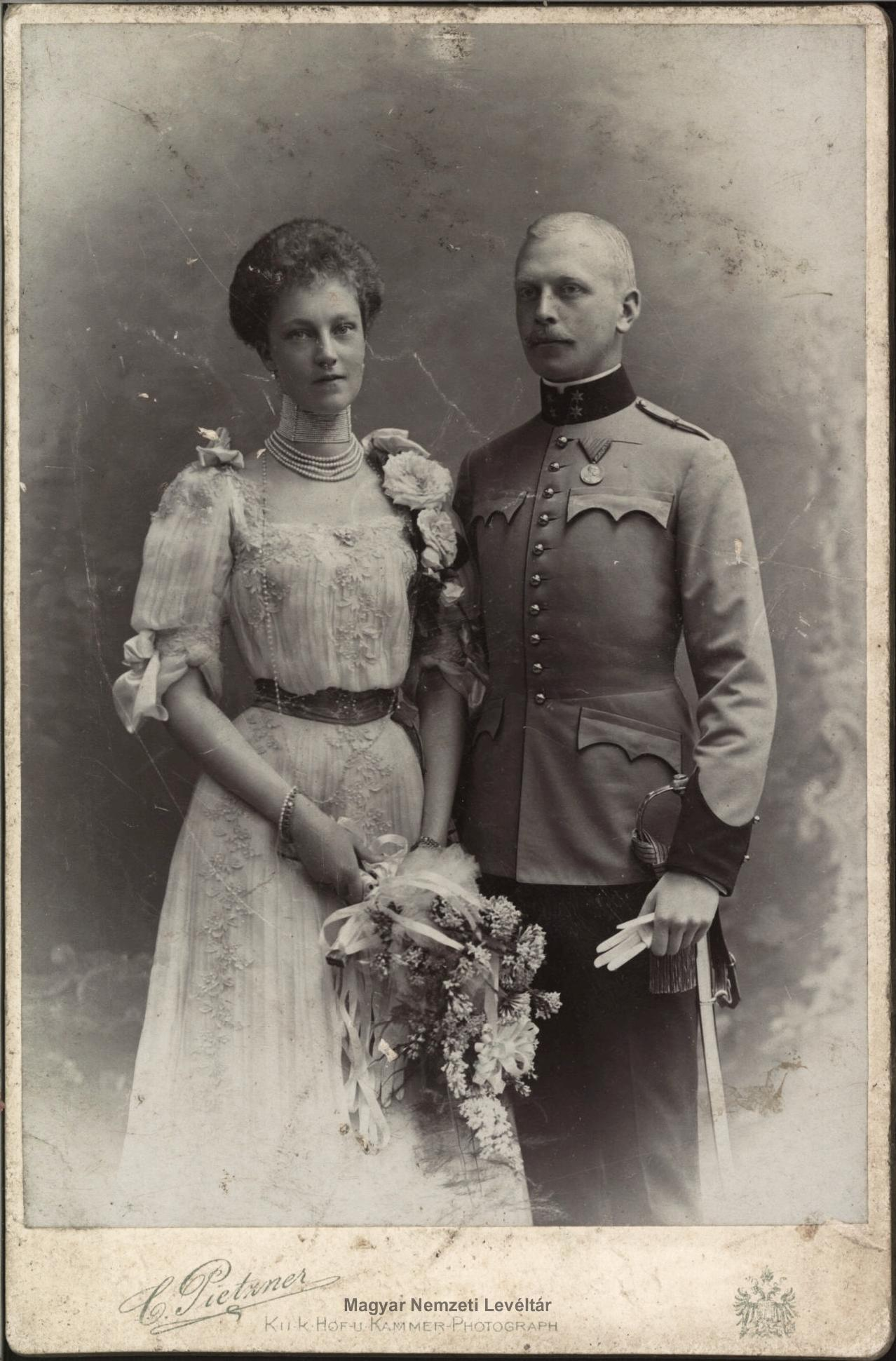
L'archiduchesse et son époux.

Pressentie pour devenir l'épouse d'Albert de Saxe-Cobourg et Gotha (1875-1934), héritier de Léopold II, Erzsi ne sera pas choisie, au profit d'Élisabeth de Wittelsbach (1876-1965), nièce de l'impératrice Sissi.
Elle entame l'année suivante une relation avec Othon de Windisch-Graetz (1873-1952), officier et prince autrichien alors âgé de 28 ans, et souhaite l'épouser. L'empereur d'Autriche-Hongrie convoque l'officier qui obtempère et demande la main de la petite-fille de son souverain. François-Joseph consent à ce mariage morganatique en automne 1901 et verse une dot, ainsi qu'une rente importante à sa petite-fille, sans l'exclure de la Maison impériale. Sa mère, Stéphanie, en avait été exclue deux ans plus tôt pour la même raison.

Les noces sont célébrées le 23 janvier 1902. Le couple princier s'installe au château de Ploschkowitz en Bohême. Ils ont plusieurs enfants, dont quatre survivront : 

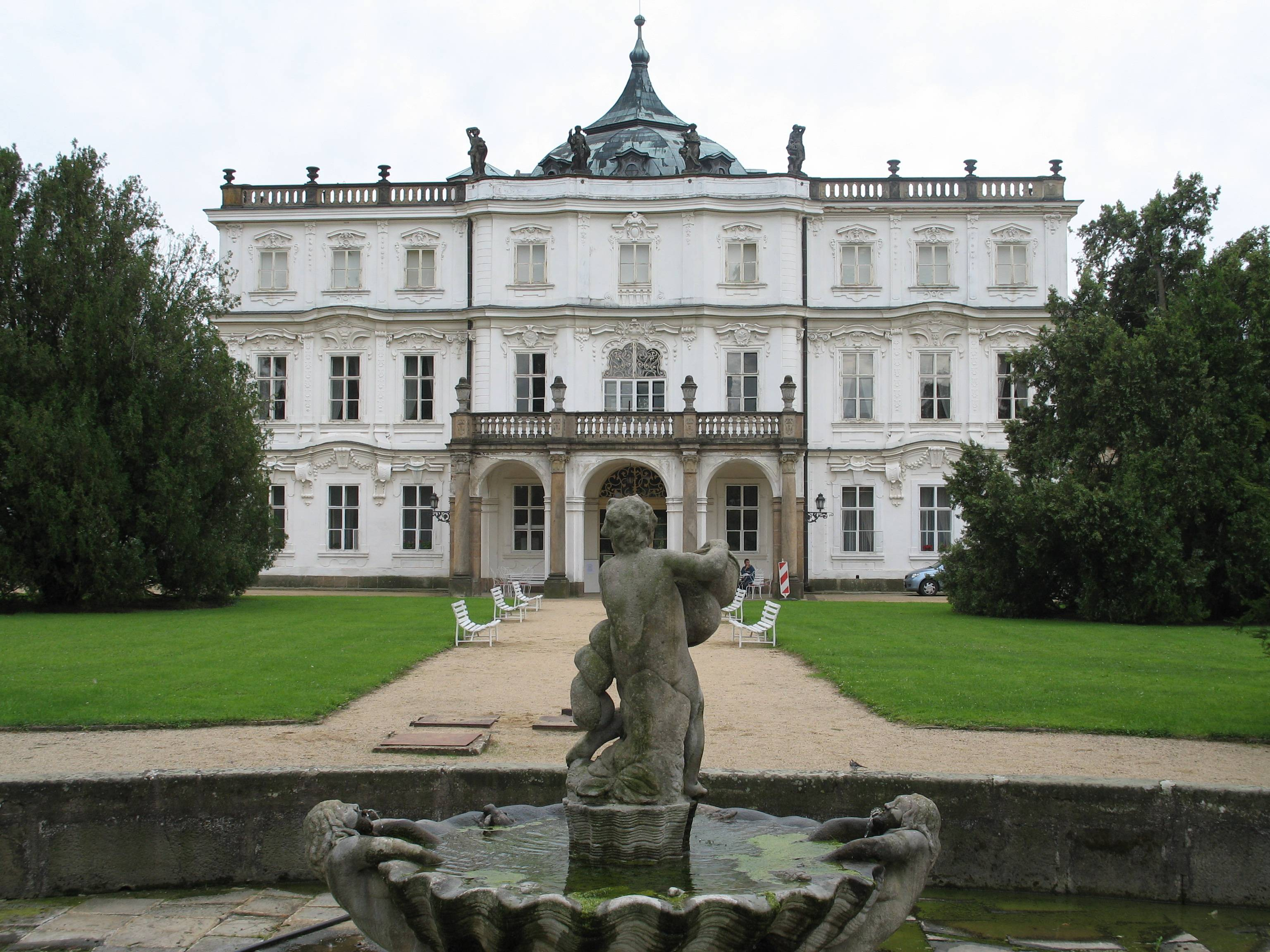
Le château de Ploschkowitz.

- François-Joseph (22 mars 1904-1981) ;
- Ernest (21 avril 1905-1952) ;
- Rodolphe (1907-1939) ;
- Stéphanie (1909-2005), épouse du comte Pierre d'Alcantara de Querrieu.

Dès 1912, la mésentente s'installe entre les époux. La crise conjugale se mue en véritable animosité. Comme Sissi, sa grand-mère paternelle, la princesse de Windisch-Graetz multiplie les voyages, son époux préfèrant rester en Bohème. Le prince et la princesse ont tous deux des liaisons adultérines. La princesse surprend une des maîtresses de son mari et la blesse d'un coup de revolver. L'historien autrichien Friedrich Weissensteiner fournit une autre version : Élisabeth-Marie aurait en fait tiré sur le valet de chambre qui montait la garde à l'entrée de la chambre à coucher.
La princesse s'affiche à partir de 1913 avec le lieutenant de vaisseau Egon Lerch. Il meurt le 7 août 1915 dans son sous-marin coulé par les Italiens au large de Trieste. Cette disparition touche profondément l'archiduchesse.

### Après la Première Guerre mondiale
François-Joseph meurt le 21 novembre 1916 à Vienne, au milieu de la Première Guerre mondiale, déclenchée par l'assassinat de son neveu François-Ferdinand, le 28 juin 1914 à Sarajevo. Il laisse à son petit-neveu, Charles Ier (1887-1922), un empire miné par les défaites successives, ainsi que par les pressions externes et internes pour finir la guerre. Celui-ci est contraint de renoncer au pouvoir, le 11 novembre 1918, sans toutefois abdiquer à proprement parler. L'Empire d'Autriche-Hongrie se désagrège en de multiples pays. Chacun devient une république souveraine et vote la déchéance de la Maison de Habsbourg-Lorraine. Seule la Hongrie demeure un royaume où survit une régence.
Élisabeth-Marie perd ses titres de noblesse, interdits par la première république d'Autriche.
Le divorce n'étant pas légalement reconnu, elle entame une procédure de « séparation de table et de lit », et rencontre en 1919 Leopold Petznek (1881-1956), professeur et homme politique social-démocrate, qui deviendra député en 1921. Issu d'un milieu modeste mais cultivé, Léopold est marié. Son épouse, dont il a un fils, séjourne en hôpital psychiatrique jusqu'à sa mort en 1935. Ils deviennent amants à partir de 1921. En 1924, la princesse liquide sa séparation avec son époux. La presse en parle abondamment.
Élisabeth-Marie demeurera la concubine de Leopold pendant vingt-quatre ans. La législation interdisait le divorce et lui interdit de l'épouser. Avec ses enfants, ses relations se dégradent. Elle n'acceptera pas leurs conjoints.
À partir de 1929, le couple s'installe à Hütteldorf, un quartier résidentiel de Vienne, dans une villa qu'elle vient d'acheter. Elle rejoint le Parti social-démocrate et la presse la surnomme « l'Archiduchesse rouge » en raison de son soutien financier au parti socialiste. L'Autriche restant un pays conservateur, Leopold Petznek est emprisonné de la fin 1933 à juillet 1934.
En raison du soutien financier qu'elle apporte au parti politique socialiste, Élisabeth-Marie est accusée par son mari et son fils de dilapider la fortune familiale. Ils déclenchent une procédure de mise sous curatelle en 1934, qui n'aboutira pas.
En 1938, après l'annexion de l'Autriche par l'Allemagne nazie, la princesse est interrogée plusieurs fois par la police. Son concubin Leopold est déporté au camp de concentration de Dachau en septembre 1944. Il sera libéré en avril 1945 par les troupes américaines. Le couple se marie en 1948.

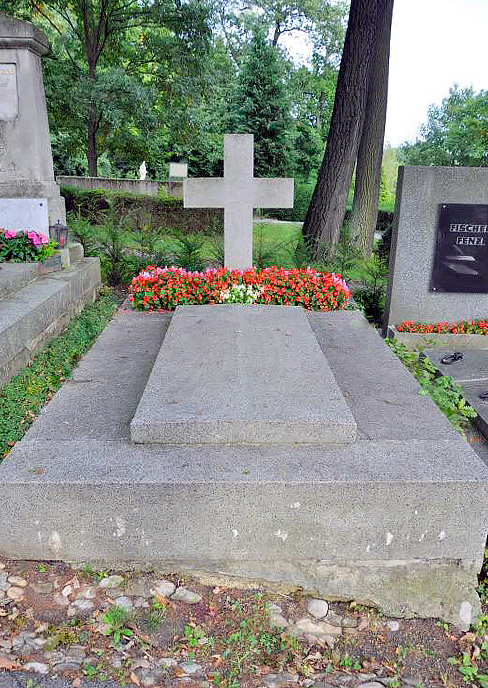
La tombe anonyme de « l'archiduchesse rouge ».

Vienne est libérée par l'Armée rouge. La villa de la princesse est réquisitionnée et saccagée par les soldats russes.
Lorsque l'Autriche et Vienne sont subdivisées en zones d'occupation par les troupes alliées, Hütteldorf se trouve en zone d'occupation française. La villa est occupée par les Français du général Antoine Béthouart. En 1955, à la fin de l'occupation de la ville par les Alliés et alors que l'Autriche retrouve sa complète souveraineté, le couple septuagénaire revient y habiter.
L'ancienne archiduchesse passe de plus en plus de temps en fauteuil roulant. En juillet 1956, son époux meurt d'une crise cardiaque.
Élisabeth-Marie se consacre à l'élevage de bergers allemands ; elle remporte plusieurs concours.
Elle décède à Vienne le 16 mars 1963, à l'âge de 79 ans. Dans son testament, elle interdit à ses deux enfants survivants de pénétrer chez elle non accompagnés, et s'oppose à la venue de ses belles-filles. Seule, sa fille a été autorisée à lui rendre une dernière visite de quelques minutes, accompagnée de domestiques.
Élisabeth-Marie est inhumée le 22 mars 1963 dans une tombe anonyme du cimetière d'Hütteldorf, selon ses dernières volontés.
Dans son testament, elle lègue les collections impériales, meubles et tableaux (qu'elle avait récupérés après le saccage de sa villa) à des musées viennois. Ses chiens sont euthanasiés, ainsi qu'elle l'a souhaité. Elle ne voulait pas pour eux d'autres maîtres qu'elle.